# 나탈리 홀러

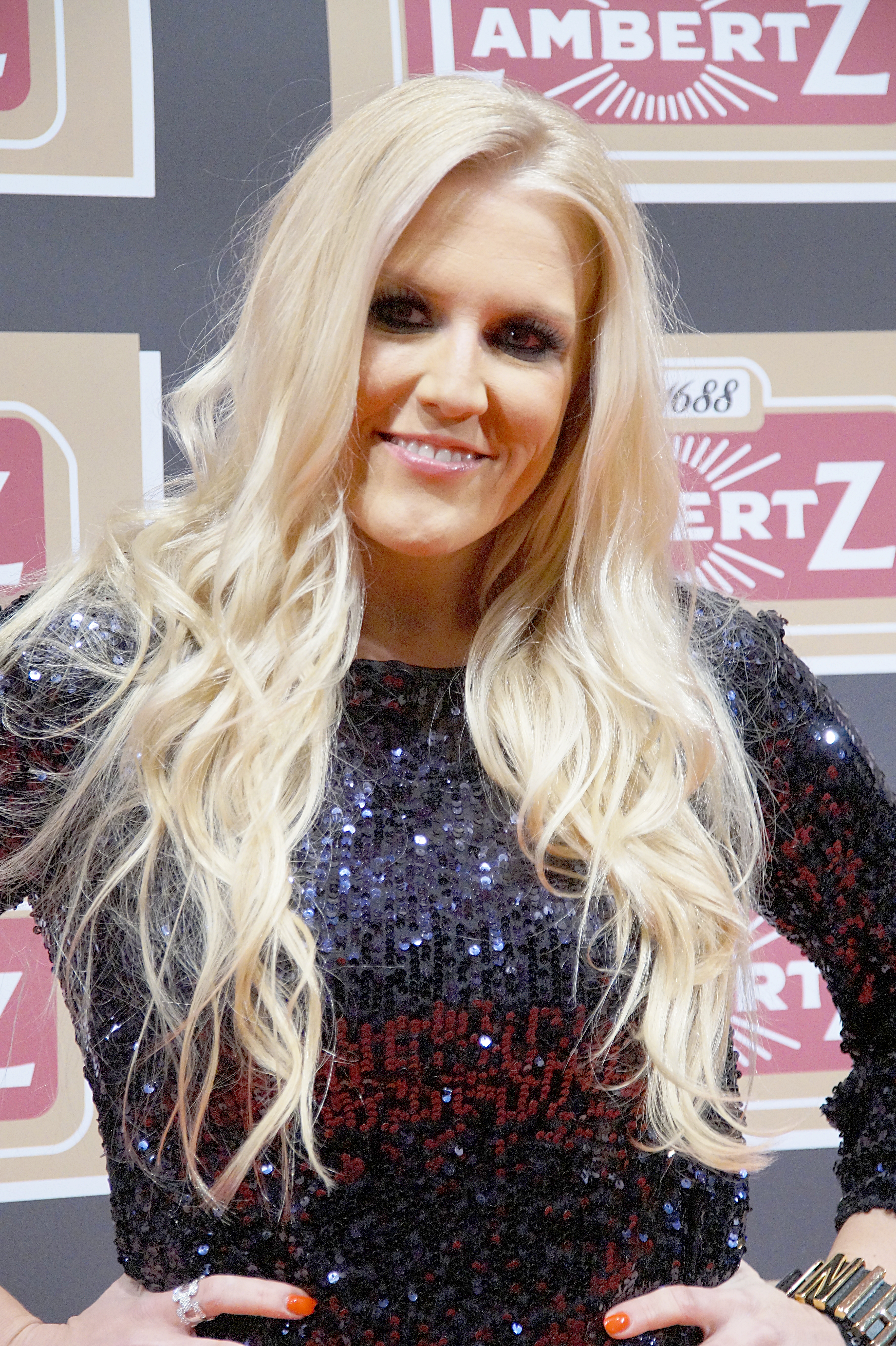

나탈리 홀러(Natalie Horler, 본명: Natalie Christine Horler, 1981년 9월 23일 ~ )는 독일계 잉글랜드인 가수이자 텔레비전 사회자이다. 유로댄스 그룹 카스카다의 리드 싱어로 알려져 있다.

## 건강 문제
2020년 3월 23일, 홀러는 카스카다 페이스북 페이지의 영상을 통해 코로나19 범유행 기간 중 코로나바이러스감염증-19 진단을 받았다고 언급했다. 그 뒤 5일이 지나 "훨씬 더 나아졌다"고 팬들에게 이야기했다.